# Dymo Corporation
Dymo Corporation és una empresa nord-americana fabricant d'impressores d'etiquetes i cintes d'impressió de transferència tèrmica (com a consumible), fabricant d'etiquetadores de cinta en relleu i altres etiquetadores per a CD's, DVD's i equips mèdics. L'empresa és una filial de Newell Brands.

## Història

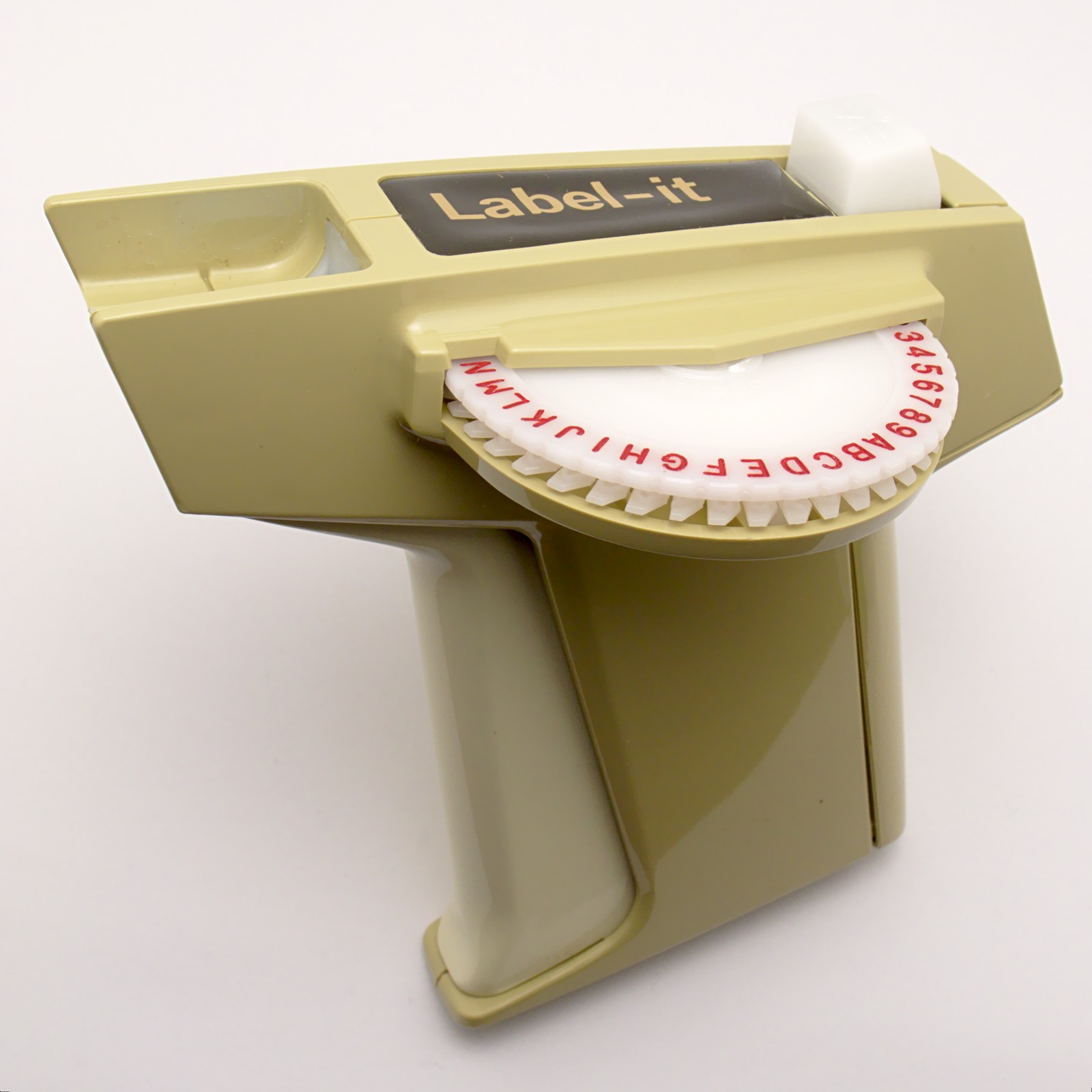
Màquina de cinta en relleu Dymo (1967)

Dymo Industries, Inc. va ser fundada el 1958 per a la fabricació d'eines manuals estampadores de cinta de relleu. La cinta de relleu de plàstic i l'etiquetadora de mà van ser inventades per David Souza d'Oakland, Califòrnia. Més tard, l'empresa es va traslladar a San Francisco. Les primeres etiquetadores de Dymo fetes de metall (cromat) i posteriorment de plàstic, tenen un disc rotatiu tipus margarita que conté la matriu de les lletres, amb un funcionament purament mecànic, el qual mitjançant un sistema de palanques, només "prement el mànec", imprimeix el text en relleu sobre una cinta DYMO.
L'empresa va ser adquirida per Esselte el 1978, i les impressores amb bateries es van convertir en un producte important després de 1990. La corporació va ser venuda a Newell Rubbermaid el 2005.

## Impressió tèrmica

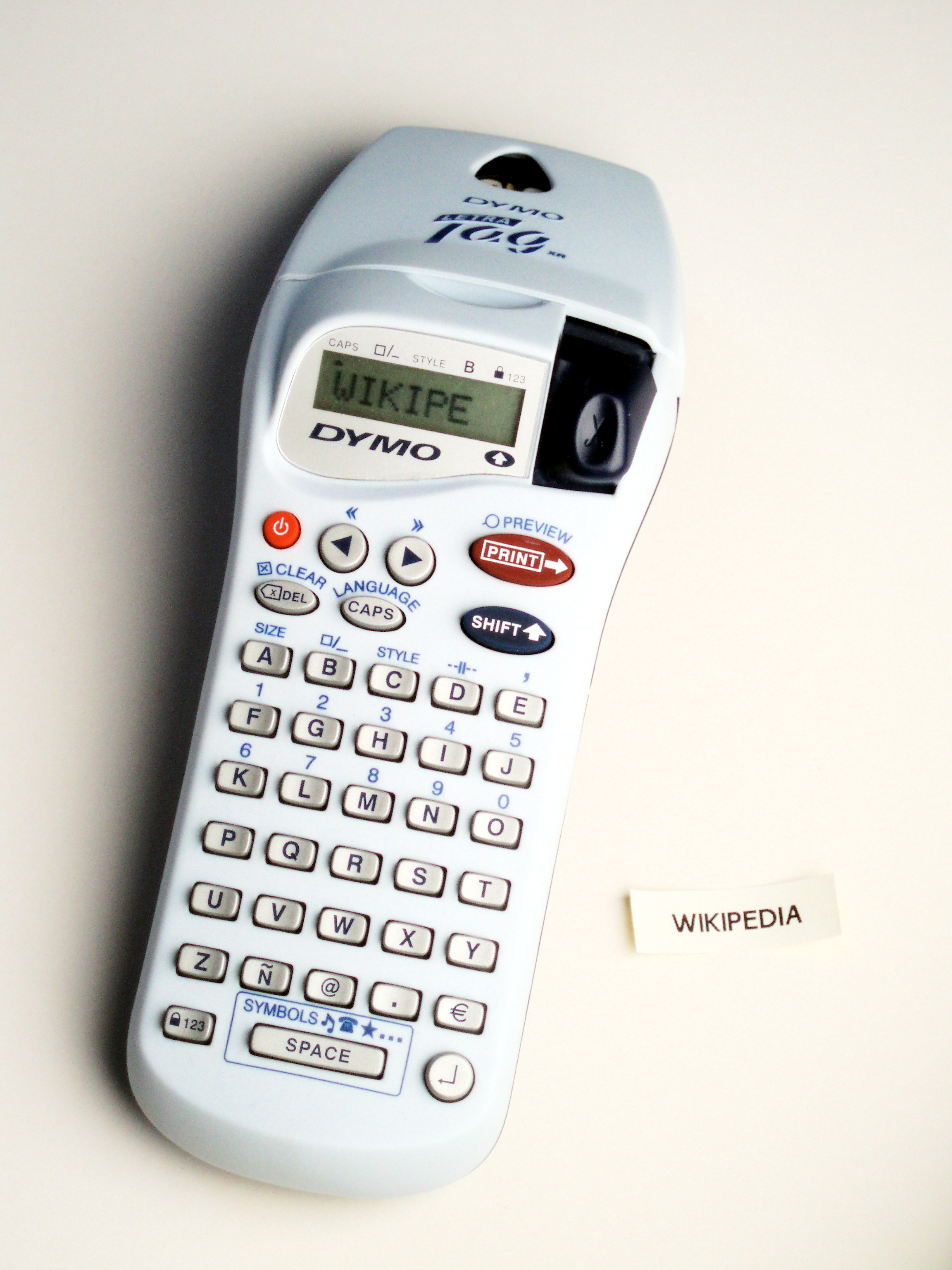
Dymo LetraTag: etiqueta d'impressió tèrmica

L'any 1990 es van començar a fabricar etiquetadores alimentades amb piles, amb un petit teclat per introduir text visible en una pantalla LCD, que permet corregir el text abans de ser imprès. Al contrari de les etiquetadores mecàniques, les elèctriques utilitzen un procés d'impressió tèrmica, que no requereix cap cartutx de tinta separat. Després que Esselte comprés l'American CoStar Corporation el 1998, va entrar una nova gamma d'impressores d'etiquetes desenvolupada per aquesta empresa, que permet imprimir una etiqueta d'adreça des d'un ordinador,i que tampoc requereix cap cartutx de tinta. Els rotllos de cinta es poden comprar per separat a la papereria o es poden demanar en línia.
Entre el diferents models hi ha:
- Dymo LetraTag[8]
- Dymo LabelWriter[8]
- Dymo LabelManager[8]
- Dymo RhinoPro

## Etiquetes LabelWriter
A continuació es mostra una llista de les mides d'etiquetes populars per a la seva sèrie d'impressores LabelWriter (400, 450):
| Etiqueta de 5 dígits # | Etiqueta de 7 dígits # | Ús general       | Amplada (polzades) | Alçada (polzades) | Etiquetes per rotlle | Aspecte de l'etiqueta |
| ---------------------- | ---------------------- | ---------------- | ------------------ | ----------------- | -------------------- | --------------------- |
| 30251                  |                        | adreça           | 31⁄2               | 1⁄8               | 130                  | Blanc                 |
| 30252                  |                        | adreça           | 31⁄2 (~8,9 cm)     | 1⁄8 (~2,8 cm)     | 350                  | Blanc                 |
| 30253                  |                        | adreça           | 31⁄2               | 1⁄8               | 700                  | Blanc, (2 més)        |
| 30256                  |                        | Enviament        | 4                  | 25⁄16             |                      | Blanc                 |
| 30320                  |                        | adreça           | 31⁄2               | 1⁄8               | 130                  | Blanc                 |
| 30330                  |                        | Adreça de retorn | 2                  |                   | 500                  | Blanc                 |
| 30332                  |                        |                  | 1                  | 1                 |                      | Blanc                 |
| 30333                  |                        |                  |                    |                   |                      | Blanc, (2 més)        |
| 30334                  |                        |                  | 21⁄4               | 1⁄4               |                      | Blanc                 |
| 30335                  |                        |                  |                    |                   |                      | Blanc, (4 més)        |
| 30857                  | 1760756                | Insígnia de nom  | 4                  | 21⁄4              | 250                  | blanc                 |

## Crítica
Les etiquetadores LabelWriter 550 i 5XL tenen un lector RFID que llegeix etiquetes RFID incrustades en rotlles d'etiquetes genuïns de Dymo podent detectar automàticament el tipus d'etiqueta a l'interior. Tanmateix, això també és per evitar l'ús de rotlles d'etiquetes compatibles fets per tercers, una forma de gestió de drets digitals similar als cartutxos d'impressora d'injecció de tinta i cartutxos d'impressora làser que contenen un xip per evitar el disseny i la fabricació de cartutxos de tercers. Dymo ha rebut crítiques per utilitzar un model d'afaitar i fulles en forçar els clients a comprar rotllos d'etiquetes Dymo genuïns.